# Museo Figari
El Museo Figari se encuentra ubicado en la calle Juan Carlos Gómez 1427, en el Barrio Ciudad Vieja en Montevideo, Uruguay.

## Reseña
El Museo Figari es una institución al servicio de la sociedad y abierta al público en forma gratuita, que se ocupa de la conservación, investigación y comunicación de la obra de Pedro Figari. Depende de la Dirección Nacional de Cultura del Ministerio de Educación y Cultura de Uruguay.
En sus salas se realizan exposiciones que contribuyen a difundir la obra y el pensamiento de Pedro Figari en sus múltiples facetas. Se realizan, además, eventos culturales que integran el trabajo de diferentes artistas y pensadores, tanto históricos como actuales. En el área pedagógica promueve visitas guiadas para escolares, liceales y otros grupos de interés; se llevan a cabo talleres, conferencias y charlas tendientes a reflexionar en torno al pensamiento y al quehacer de este creador.
Por otra parte, con sus programas de extensión, el museo promueve actividades que trascienden sus límites físicos para acceder a públicos variados. En el campo de la investigación, el museo elabora sus propias líneas de trabajo, edita catálogos de las exposiciones y apoya la publicación de ensayos y otros aportes relativos a la producción de Figari.
A través de una red de acuerdos interinstitucionales, el Museo Figari se ha propuesto optimizar los recursos públicos existentes en el Estado uruguayo, registrando las fuentes de información, relevando tanto la producción pictórica como documentos y bienes distribuidos en distintas dependencias públicas, con vistas a la construcción de un archivo de consulta accesible, evitando la dispersión, pérdida y falsificación del patrimonio figariano.

## Historia
El Museo Figari se inauguró el 22 de febrero de 2010 y fue creado por el artículo 535 de la Ley N.º 18.719, en enero de 2011.
Su sede se encuentra en un edificio del Arquitecto Raffo, construido en 1914, declarado patrimonio arquitectónico de la Ciudad Vieja de Montevideo cercano a otros museos, galerías y centros culturales, así como otros emplazamientos históricos de atractivo turístico.
En la planta baja funcionan las salas de exposiciones permanentes y temporales y el primer piso fue acondicionado en 2014 para albergar más salas de exposiciones, la biblioteca y otros servicios.

## Pedro Figari

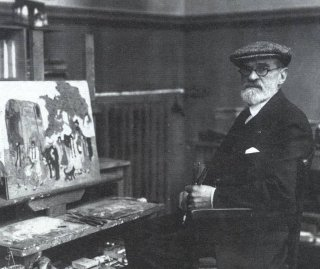
Pedro Figari.

Pedro Figari (Montevideo, 1861-1938) fue abogado, político, periodista, filósofo, poeta, pedagogo, pintor. En todas las ramas del conocimiento en que desplegó sus saberes logró éxitos y fracasos, manteniéndose siempre fiel a sus ideales humanistas.
En su célebre tratado Arte, estética, ideal (1912) da cuenta de su peculiar visión del lugar del hombre en el cosmos:

“Todo es vida en la realidad. Todo lo que ha existido existe, y no puede dejar de existir, de una u otra manera, por cuanto no puede haber creación ni destrucción de substancia, ni tampoco creación o destrucción de energía. Estos dos elementos por lo demás, inseparables –substancia, energía– , son la vida, pues; vale decir, lo que ES. Enteramente inmutables, en cuanto a su esencia, lo único que puede ocurrir, es que se transformen dentro de su propia aspiración insaciable, desbordante, perpetua.”
Pedro Figari en 1912.

El Museo Figari propone una visión contemporánea, presentando nuevas miradas, acercando su producción pictórica y pensamiento a las nuevas generaciones, creando espacios de confrontación de ideas y proyectos, para una reflexión dinámica sobre el aporte de Figari a la cultura americana.

## Visitas al museo
El Museo Figari abre sus puertas de martes a viernes en el horario de 13 a 18 y los sábados de 10 a 14.
Los viernes a las 17 se realiza una visita guiada a las exposiciones para público en general.